# جوزيف إكولس لوري
جوزيف إكولس لوري (بالإنجليزية: Joseph Echols Lowery)‏ (ولد في 6 تشرين الأول/أكتوبر عام 1921) رجل دين أمريكي في الكنيسة الميثودية المتحدة وزعيم حركة الحقوق المدنية. أصبح في وقت لاحق الرئيس الثالث لاجتماع القيادة المسيحية الجنوبية بعد مارتن لوثر كينغ الأصغر وخليفته رالف أبيرناثي، وشارك في العديد من النشاطات التي تخص الحركة المدنية في الستينات من القرن العشرين.

## حياته
ولد جوزيف لوري لأبويه ليوري ودورا لوري في 6 أكتوبر/تشرين الأول من عام 1921 والتحق بالمدرسة المتوسطة في شيكاغو حيث مكث عند أقرباءه، لكنه عاد إلى هانتسفيل في ألاباما لإكمال الدراسة الثانوية في مدرسة ويليام هوبر. التحق بعدها بكلية نوكسفيل وبالكلية الزراعية والميكانيكية لتابعة لجامعة ألاباما. دخل لوري بعد ذلك إلى مدرسة اللاهوت في باين ليصبح وزيرًا ميثوديًا. ليوري الآن عضو في أخوية ألفا فاي ألفا.
حصل ليوري في وقت لاحق على درجة الدكتوراه في اللاهوت من معهد شيكاغو العالمي. تزوج إيفلين جيبسون في عام 1950، كانت إيفلين ناشطة في الحقوق المدنية، وكانت أخت هاري جيبسون الأخير، العضو الأكبر في اتحاد كنائس إلينوي الشمالية للكنيسة الميثودية المتحدة في شيكاغو. توفيت إيفلن في 26 سبتمبر من عام 2013. أنجب الزوجان ثلاثة بنات: إيفون كينيدي وكارين لوري وشيريل لوري أوزبورن.

### الحقوق المدنية الأمريكية
كان لوري قسيسًا في كنيسة وارن ستريت في ألاباما بين عامي 1952 و1961. بدأت مسيرته في حركة الحقوق المدنية في بدايات الخمسينات من العام التاسع عشر في ألاباما. بعد القبض على الناشطة الأمريكية في حركة الحقوق المدنية روزا باركس عام 1955 ترأس لوري حملة مقاطعة حافلات مونتغومري. كما ترأس جمعية ألاباما للشؤون المدنية، وهي منظمة تهدف إلى إلغاء أشكال التمييز العنصري في الحافلات والأماكن العامة. في عام 1957 وبالتزامن مع مارتن لوثر كينغ، أنشأ لوري اجتماع القيادة المسيحية الجنوبية وقاد المنظمة بعد ذلك وأصب رئيسها بين عامي 1977 و1997.
تم الاستيلاء على ملكية لوري في عام 1959 إلى جانب عدد آخر من قادة الحقوق المدنية من قبل ولاية ألاباما كجزء من تسوية دعوى تشهير. أصدرت المحكمة العليا للولايات المتحدة في وقت لاحق قرار رجعي تجاه قرار المحكمة. تحت طلب مارتن لوثر كينغ، شارك لوري في مسيرات من سلمى إلى مونتغمري في 1965. وكان مؤسس ورئيس منتدى قيادة السود، وهو ائتلاف من جماعة السود المعارضين. احتج هذا المنتدى على وجود نظام الفصل النصري في جنوب أفريقيا منذ منتصف سبعينات القرن العشرين حتى انتهاء حكم الأقلية البيض هناك. لوري كان من بين أول خمسة أشخاص سود تم اعتقالهم خارج سفارة جنوب أفريقيا في واشنطن العاصمة خلال حركة جنوب افريقيا الحرة. خدم لوري كقسيس في الكنيسة الميثودية المتحدة في ولاية أتلانتا منذ عام 19866 حتى عام 1992، مضيفًا إليها أكثر من ألف عضو و40.000 متر مربع من الأرض لصالح الكنيسة.
تقاعد لوري من الوزارة، ولكنه بقي ناشطًا سياسيًا وفاعلًا في الأنشطة الكنسية.
تكريمًا له، قام محافظ مدينة أتلانتا بإعادة تسمية شارع أشبي باسمه. يقع بولفار جوزيف لوري غرب وسط مدينة أتلانتا ويمتد شمالًا وجنوبًا من غرب شارع ماريتا قرب حرم معهد جورجيا للتكنولوجيا ويمر بالشارع الأبيض في حي ويست إند، كما يمر بجامعات وكليات السود التاريخية في أتلانتا مثل: جامعة كلارك أتلانتا وكلية سبيلمان وكلية مورهاوس وكلية موريس براون. وربما ليس عن طريق الصدفة أن هذا الشارع هو مفترق طرق بين شارعي مارتن لوثر كينغ وراليف ديفيد أبيرناثي.
وقف لوري مع حقوق مجتمع الميم، من بينهم الاتحاد المدني والزواج من نفس الجنس عام 2012.

### الجوائز
تلقى لوري العديد من الجوائز. أعطته الجمعية الوطنية للنهوض بالملونين خلال المؤتمر الذي أقامته في عام 1779، ووصفت لوري بـ «عميد حركة الحقوق المدنية» بالإضافة إلى منحه جائزة إنجاز العمر. كما تلقى جائزة مارتن لوثر كينغ للسلام المركزي بالإضافة إلى جائزة إنجاز العمر من مديرة الرابطة الحضرية الوطنية ويتني يونغ عام 2004. أطلقت عليه مجلة إيبوني لقب واحد من أفضل 15 ناشط في حقوق السود، ووصفته بكونه الصوت الكامل للأهمية الاجتماعية التوراتية، وأنه لا يتحدث سوى الصدق بكل قوته. حصل لوري أيضًا على عدة درجات دكتوراه فخرية من كليات وجامعات منها: جامعة ديلارد وكلية مور هاوس وجامعة ألاباما وجامعة ألاباما في هانتسفيل وجامعة إيموري. تم منح لوري وسام الحرية الرئاسي من قبل الرئيس باراك أوباما في 30 تموز/يوليو عام 2009. كما حصل على جائزة فريد شاتلزوورث لحقوق الإنسان من مؤسسة برمنغهام للحقوق المدنية في نفس العام.
عام 2004، تم تكريم لوري في الممشى الدولي للحقوق المدنية في حديقة مارتن لوثر كينغ التاريخية الوطنية في أتلاتنا بولاية جورجيا.

## تعليقات في جنازة كوريتا سكوت كينج
عام 2006 وفي جنازة كوريتا سكوت كينغ، تلقى لوري دعوة لأداء خطاب جنازي أمام الرؤساء الأربعة للولايات المتحدة الأمريكية، فكتب:
«نحن لا نعاني من خطر أسلحة الدمار الشامل، ما نعاني منه وكانت تناضل كوريتا من أجله هو التأمين الصحي ومحاربة الفقر، وكيف أننا ندفع المليارات لشن الحروب لكن لا ندفع شيئًا لنساعد الفقراء».
ادعى بعض المحافظين أن تعليق لوري كان غير لائق بالنسبة لخطاب جنازي هدفه تكريم ذكرى السيدة كينغ، وخصوصًا أن جورج بوش الذي كان الرئيس وقتها حاضرًا في الجنازة. على كل حال، لا أحد من عائلة السيدة كينغ انزعج ولو من كلمة واحدة من خطاب لوري.

## تنصيب الرئيس باراك أوباما
في 20 يناير عام 2009، تسلم لوري دعوة لمباركة تنصيب عضو مجلس الشيوخ الأمريكي باراك أوباما كالرئيس الرابع والأربعين للولايات المتحدة الأمريكية. افتتح كلماته بأغنيته «ارفع كل صوت وغن» والتي تدعى أيضًا بالنشيد الوطني للسود من تأليف جيمس ويلدون حونسون. واختتم بما يلي، مقتبسًا من أغنية بيغ بيلي برونزي «أسود وبني وأبيض»:
يا رب، في ذكرى كل القديسين الذين من كدحهم نحن نرتاح، وفي ذكرى فرحة البدايات الجديدة، نحن نسألك أن تساعدنا في العمل لنصل إلى اليوم حيث لا أحد يطلب من الأسود الرحيل، وحيث يبقى البني في مكانه ولا يغادره، وحيث يعيش العرق الأصفر بسعادة وصفاء، وحين يفعل الأبيض ما هو صحيح. دعوا كل من يدعو للعدالة أن يقول آمين! قولوا آمين! قولوا آمين!
انتقد العديد من النقاد المحافظين، ومن بينهم غلين بيك، الشطر الأخير من الخطاب قائلين إنه يدعو للخلاف ونشر العنصرية. في حين ادعى المراسلون الصحفيون أن ذلك الشطر كان الهدف منه السخرية من الأفكار النمطية العنصرية، وأن الناس الحاضرين تلقوها بكل روح دعابة.

### انتقاده
تم انتقاد لوري من قبل قساوسة آخرين في 27 تشرين الأول/أكتوبر من عام 2012 في حدث دعوة الناس للخروج والتصويت للرئيس باراك أوباما. أخبر لوري حينها الحاضرين أنه حين كان شابًا في الجيش، اعتاد أن يقول إن كل البيض سيذهبون إلى الجحيم، ثم تراجع قليلًا عن كلامه وقال: «إن معظمهم كذلك، سيعودون من حيث أتوا». كما قال ايضًا: «لا أعرف ما طبيعة ذلك الشخص (الزنجي) الذي لن يصوت لرئيس أسود مترشح للرئاسة.» وعندما سألته الصحيفة عن جملة «جميع البيض سيذهبون للجحيم» قال إنها مزحة رواها في عدة مناسبات من قبل. دعم سفير الأمم المتحدة السابق أندرو يونغ لوري خلال المؤتمر.